# Marmareko erreka
Le Marmareko erreka est un cours d'eau qui traverse le département des Pyrénées-Atlantiques.
Il prend sa source sur la commune d'Hasparren (Pyrénées-Atlantiques) et se jette dans la Joyeuse (ou Aran) à Bardos.

## Affluents
- Entrikola Pourdia erreka
- ruisseau Hasquette

## Département et communes traversés
Pyrénées-Atlantiques :
- Bardos
- Briscous
- Hasparren
- Urt